# La spia che mi amava (romanzo)
La spia che mi amava (The Spy Who Loved Me) è un romanzo del 1962 dello scrittore britannico Ian Fleming, il nono della serie dedicata a James Bond. Si tratta di un'anomala avventura di James Bond, narrata in prima persona da una protagonista femminile, in cui l'agente segreto ha un ruolo di secondo piano.
Inizialmente Fleming voleva firmare il romanzo con lo pseudonimo di Vivienne Michel, il nome della protagonista. In Italia è stato pubblicato anche col titolo di Mi amò una spia.

## Trama

### Io
Vivienne Michel si presenta come una giovane ragazza che ha lasciato l'Inghilterra dopo una lunga serie di storie sentimentali finite male. Nel suo peregrinare, decide di attraversare gli Stati Uniti e trova lavoro nell'hotel Pini sognanti, nel mezzo dei boschi degli Adirondack, nell'ultima settimana prima della sosta invernale. I gestori se ne vanno l'ultimo giorno di apertura: toccherà proprio a lei chiudere l'albergo e dovrà fare esperienza in fretta del nuovo lavoro.
La sera successiva alla chiusura Vivienne è rimasta sola nella grossa costruzione a riflettere sulla sua vita, impaurita da ogni rumore. Si ricorda di non aver cambiato il cartello all'ingresso, che segnala ancora stanze libere. Sta per uscire a cambiarlo, quando suonano alla porta.

### Loro
Si sta per scatenare una bufera e Vivienne fa entrare in albergo due loschi figuri, che si qualificano come impiegati di Mr. Sanguinetti, il proprietario. Sol "Horror" Horowitz e Sluggsy Morant sono ceffi ripugnanti, anche fisicamente, e Vivienne ne è immediatamente spaventata. I due la trattano subito male, costringendola in cucina a preparare vivande calde e diventano sempre più violenti. Vivienne riesce a divincolarsi e a scappare nei boschi, ma Sluggsy affronta il freddo, la raggiunge e la riporta in albergo.
Sluggsy non trattiene il muco che gli cola dal naso e, infastidito, schiaffeggia Vivienne. I due stanno per violentarla; ma il cartello fuori dall'albergo indica ancora stanze libere e suonano alla porta.

### Lui
James Bond, rimasto in panne nella bufera mentre attraversava gli Stati Uniti proveniente dalle Bahamas, dove ha concluso una missione (l'Operazione tuono), chiede di essere ospitato. Horowitz e Morant costringono Vivienne ad accoglierlo come se nulla fosse, ma presto 007 capisce che qualcosa non funziona. I due lo vedono sempre più sospettoso e decidono di imprigionare anche lui. 007 e Vivienne carpiscono i discorsi dei due scagnozzi e scoprono che Mr. Sanguinetti vuole incendiare l'hotel addossando la colpa alla ragazza, facendone trovare il corpo carbonizzato tra le macerie, per intascare l'assicurazione.
James Bond riesce a liberarsi e a uccidere i due tirapiedi di Sanguinetti. A malincuore se ne va, lasciando alla ragazza un semplice contatto, nel caso in cui il mattino successivo la polizia non le credesse.

## Personaggi
- Vivienne Michel, impiegata di albergo
- Mr. Sanguinetti, proprietario dell'albergo
- Sol Horowitz e Sluggsy Morant, tirapiedi di Sanguinetti
- James Bond, agente segreto britannico

## Edizioni
- Ian Fleming, La spia che mi amava, traduzione di Grazia M. Griffini, Oscar, Arnoldo Mondadori Editore, 1991.

## Adattamenti cinematografici
Il film La spia che mi amava, regia di Lewis Gilbert (1977), con Roger Moore nei panni di Bond, trae il titolo dal romanzo, ma la sceneggiatura non riprende nulla della trama.
Oltre a Roger Moore i protagonisti del film sono l'agente del KGB Anya Amasova (Barbara Bach), il cattivo Karl Stromberg (Curd Jürgens) e il killer Squalo (Richard Kiel).